# الإدارة الدينية للمسلمين في أوكرانيا
الإدارة الدينية لمسلمي أوكرانيا "الأمة" (الأوكرانية: Духовне управління мусульман України «Умма») هو اتحاد المجتمعات الدينية للمسلمين في أوكرانيا، الذي أنشئ لتنسيق الأنشطة وتوفير الظروف للعبادة والوعظ بالتقاليد الإسلامية السنية. سُجل في 11 أيلول 2008 من اللجنة الحكومية للشؤون الوطنية والدينية في أوكرانيا.

## التعاون الدولي
تشارك المنظمة في الحوار الدولي بين الأديان الذي يهدف إلى تحقيق التفاهم المتبادل بين المسيحيين والمسلمين الأوروبيين. في كانون الأول 2015 نظمت المنظمة مائدة مستديرة حول "مستقبل العلاقات الإسلامية المسيحية في أوروبا في سياق عمليات الهجرة الحديثة"، والتي شارك فيها علماء دين وفلاسفة وزعماء دينيون مسيحيون ومسلمين من أوكرانيا وألمانيا وبولندا. شارك في المائدة المستديرة الشيخ سعيد إسماعيلوف مفتي الإدارة الدينية لمسلمي أوكرانيا "الأمة".